# Bröllopskonfekt

Fyra olika bröllopskonfekt från bröllopen mellan Astrid av Sverige och Leopold av Belgien, kronprins Gustaf Adolf och Louise av Battenberg, Arvprins Gustaf Adolf och Sibylla av Sachsen-Coburg-Gotha samt Märtha av Sverige och kronprins Olav av Norge.

Bröllopskonfekt är en svensk, finsk och åländsk bröllopstradition; då det bjöds på karameller som oftast är gjorda av sockerkristyr och omsorgsfullt inlindade i fint papper. De skulle inte öppnas utan sparas som minne av bröllopet. Motsvarande konfekt fanns för begravningar. Det var omslaget och utformningen som skilde åt. Det kunde bjudas på begravningskonfekt och vin vid hemkomsten efter jordfästningen men det var uppenbarligen sällan man åt upp karamellen. Den sparades. Ursprungligen var socker mycket dyrt och dessa tillfällen var de enda då vanligt folk fick smaka på en karamell; senare blev det en souvenir man sparade som minne av högtiden. Mot slutet av 1800-talet industrialiserades produktionen och man fick konfekt med förtryckta bilder.
Seden att servera konfekt vid livets högtidstillfällen går tillbaka till 1600-talet. Socker var en dyrbar vara och något man kostade på sig för att visa upp familjens tillgångar offentligt vid föreningen mellan två familjer. Från 1837 blev det vanligt i adliga kretsar med så kallade "konfektbröllop", där endast konfekt med vin eller buljong serverades efter vigselakten. Dessa hade införts för att familjer med dålig ekonomi skulle kunna undvika den sedvanliga iögonnfallande lyxkonsumtionen med minst femton rätters middag och i stället endast servera konfekt (eftersom det dyrbara sockret då blivit intimt förknippat med societetsbröllop) och buffé.
Ännu i början av 1900-talet var bröllops- och begravningskonfekt mycket vanligt även i hela Sverige.